# パンクラスエナジー
パンクラスエナジーとは、2014年4月1日にパンクラスエナジードリンク株式会社から発売された栄養ドリンクである。

## 概要
日本の総合格闘技団体「PANCRASE」の代表を務める酒井正和が、独自開発した。
2014年3月28日に行われた発表会見では、タレントの紅蘭のパンクラスエナジードリンクオフィシャルサポータ就任発表とポスターを公開した。

## タイアップ
- 日本No.1オンラインFPS『Alliance of Valiant Arms』の公式ドリンク採用をきっかけに、ファミマ・ドット・コムとの企画販売[9]。

- ネットカフェとの独自アイテム販売企画[10][11]。

- 1983年創業の居酒屋チェーン「養老乃瀧」とのコラボレーション[12]。